# Agreste crétois
Hipparchia cretica
Espèce
Statut de conservation UICN

 LC  : Préoccupation mineure
L'Agreste crétois (Hipparchia cretica) est un lépidoptère appartenant à la famille des Nymphalidae, à la sous-famille des Satyrinae et au genre Hipparchia.

## Dénomination
Il a été nommé Hipparchia cretica par Hans Rebel en 1916.
Synonymes : Satyrus cretica Rebel, 1916.

### Noms vernaculaires
L'Agreste crétois se nomme Cretan Grayling en anglais.

## Description
L'Agreste crétois est de couleur marron clair, avec une bande submarginale orange, deux discrets ocelles aux antérieures dont l'un à l'apex, un petit ocelle anal aux postérieures, le tout bordé d'une frange entrecoupée. Le mâle présente une large tache androconiale. 
Le revers des antérieures est orange avec les deux ocelles et une bordure gris beige marbrée, les postérieures sont du même gris beige marbré coupées d'une ligne blanche sinueuse.

## Biologie

### Période de vol et hivernation
L'Agreste crétois vole en une génération entre mi-mai et mi-août.

## Écologie et distribution
L'Agreste crétois est présent uniquement en Crète.

### Biotope
Il réside dans des milieux broussailleux, des bois clairs ou des jardins.

## Liens taxonomiques
- (en) Tree of Life Web Project : Hipparchia cretica
- (en) Catalogue of Life : Hipparchia cretica Rebel, 1916 (consulté le 16 décembre 2020)
- (en) Fauna Europaea : Hipparchia (Parahipparchia) cretica (Rebel, 1916) (consulté le 23 mars 2023)
- (en) NCBI : Hipparchia cretica (taxons inclus)
- (en) UICN : espèce Hipparchia cretica (Rebel, 1916) (consulté le 9 avril 2015)
- (en) UICN : espèce Hipparchia cretica  (Rebel, 1916)

## Source
- Lionel G. Higgins et Norman D. Riley (trad. Th. Bourgoin), Guide des papillons d'Europe, Neuchâtel, Delachaux et Niestlé, 1988, 455 p. (ISBN 260300638X, OCLC 19090161)